# La Roche-Vanneau
La Roche-Vanneau é uma comuna francesa na região administrativa da Borgonha-Franco-Condado, no departamento de Côte-d'Or. Estende-se por uma área de 13,23 km². Em 2010 a comuna tinha 145 habitantes (densidade: 11 hab./km²).